# Screen Actors Guild-díj a legjobb színésznőnek (vígjátéksorozat)
A legjobb színésznő (vígjátéksorozat) kategóriában átadott Screen Actors Guild-díjat az első, 1995-ös díjátadó óta osztják ki minden évben, értékelve a televíziós vígjátéksorozatok női fő- és mellékszereplőit.
A legtöbb győzelem rekordját Julia Louis-Dreyfus tartja, tizenkét jelölésből összesen öt alkalommal vehette át a díjat – az 1990-es években a Seinfeld, míg a 2010-es években Az alelnök című sorozatért. Tina Fey A stúdió szereplőjeként négy, míg Megan Mullally és Jean Smart három-három győzelmet tudhat magáénak. A legtöbb jelölést Julia Louis-Dreyfus után Edie Falco (Jackie nővér), Tina Fey és Megan Mullally szerezte, hét-hét alkalommal.

## Győztesek és jelöltek
(MEGJEGYZÉS: Az Év oszlop az adott sorozat értékeléséül szolgáló sugárzási évre utal, a tényleges díjátadó ceremóniát a következő évben rendezték meg.)

### 1990-es évek
| Év                   | Színész             | Színész              | Szerep                | Magyar cím         | Eredeti cím   |
| 1994 1. gála         |                     |                      |                       |                    |               |
| -------------------- | ------------------- | -------------------- | --------------------- | ------------------ | ------------- |
| 1994 1. gála         |                     | Helen Hunt           | Jamie Buchman         | Megőrülök érted    | Mad About You |
| 1994 1. gála         | Roseanne Barr       | Roseanne Conner      | Roseanne              | Roseanne           |               |
| 1994 1. gála         | Candice Bergen      | Murphy Brown         | Murphy Brown          | Murphy Brown       |               |
| 1994 1. gála         | Ellen DeGeneres     | Ellen Morgan         |                       | Ellen              |               |
| 1994 1. gála         | Julia Louis-Dreyfus | Elaine Benes         | Seinfeld              | Seinfeld           |               |
| 1995 2. gála         |                     |                      |                       |                    |               |
|                      | Christine Baranski  | Maryann Thorpe       | Cybill                | Cybill             |               |
| Candice Bergen       | Murphy Brown        | Murphy Brown         | Murphy Brown          |                    |               |
| Helen Hunt           | Jamie Buchman       | Megőrülök érted      | Mad About You         |                    |               |
| Lisa Kudrow          | Phoebe Buffay       | Jóbarátok            | Friends               |                    |               |
| Julia Louis-Dreyfus  | Elaine Benes        | Seinfeld             | Seinfeld              |                    |               |
| 1996 3. gála         |                     |                      |                       |                    |               |
|                      | Julia Louis-Dreyfus | Elaine Benes         | Seinfeld              | Seinfeld           |               |
| Christine Baranski   | Maryann Thorpe      | Cybill               | Cybill                |                    |               |
| Ellen DeGeneres      | Ellen Morgan        |                      | Ellen                 |                    |               |
| Helen Hunt           | Jamie Buchman       | Megőrülök érted      | Mad About You         |                    |               |
| Kristen Johnston     | Sally Solomon       | Űrbalekok            | 3rd Rock from the Sun |                    |               |
| 1997 4. gála         |                     |                      |                       |                    |               |
|                      | Julia Louis-Dreyfus | Elaine Benes         | Seinfeld              | Seinfeld           |               |
| Kirstie Alley        | Veronica Chase      |                      | Veronica's Closet     |                    |               |
| Ellen DeGeneres      | Ellen Morgan        |                      | Ellen                 |                    |               |
| Calista Flockhart    | Ally McBeal         | Ally McBeal          | Ally McBeal           |                    |               |
| Helen Hunt           | Jamie Buchman       | Megőrülök érted      | Mad About You         |                    |               |
| 1998 5. gála         |                     |                      |                       |                    |               |
|                      | Tracey Ullman       | több szereplő        |                       | Tracey Takes On... |               |
| Calista Flockhart    | Ally McBeal         | Ally McBeal          | Ally McBeal           |                    |               |
| Lisa Kudrow          | Phoebe Buffay       | Jóbarátok            | Friends               |                    |               |
| Julia Louis-Dreyfus  | Elaine Benes        | Seinfeld             | Seinfeld              |                    |               |
| Amy Pietz            | Annie Spadaro       | Caroline New Yorkban | Caroline in the City  |                    |               |
| 1999 6. gála         |                     |                      |                       |                    |               |
|                      | Lisa Kudrow         | Phoebe Buffay        | Jóbarátok             | Friends            |               |
| Calista Flockhart    | Ally McBeal         | Ally McBeal          | Ally McBeal           |                    |               |
| Lucy Liu             | Ling Woo            | Ally McBeal          | Ally McBeal           |                    |               |
| Sarah Jessica Parker | Carrie Bradshaw     | Szex és New York     | Sex and the City      |                    |               |
| Tracey Ullman        | több szereplő       |                      | Tracey Takes On...    |                    |               |

### 2000-es évek
| Év                   | Színész            | Színész                      | Szerep                              | Magyar cím            | Eredeti cím      |
| 2000 7. gála         |                    |                              |                                     |                       |                  |
| -------------------- | ------------------ | ---------------------------- | ----------------------------------- | --------------------- | ---------------- |
| 2000 7. gála         |                    | Sarah Jessica Parker         | Carrie Bradshaw                     | Szex és New York      | Sex and the City |
| 2000 7. gála         | Calista Flockhart  | Ally McBeal                  | Ally McBeal                         | Ally McBeal           |                  |
| 2000 7. gála         | Jane Kaczmarek     | Lois                         | Már megint Malcolm                  | Malcolm in the Middle |                  |
| 2000 7. gála         | Debra Messing      | Grace Adler                  | Will és Grace                       | Will & Grace          |                  |
| 2000 7. gála         | Megan Mullally     | Karen Walker                 | Will és Grace                       | Will & Grace          |                  |
| 2001 8. gála         |                    |                              |                                     |                       |                  |
|                      | Megan Mullally     | Karen Walker                 | Will és Grace                       | Will & Grace          |                  |
| Jennifer Aniston     | Rachel Green       | Jóbarátok                    | Friends                             |                       |                  |
| Kim Cattrall         | Samantha Jones     | Szex és New York             | Sex and the City                    |                       |                  |
| Sarah Jessica Parker | Carrie Bradshaw    | Szex és New York             | Sex and the City                    |                       |                  |
| Patricia Heaton      | Debra Barone       | Szeretünk Raymond            | Everybody Loves Raymond             |                       |                  |
| 2002 9. gála         |                    |                              |                                     |                       |                  |
|                      | Megan Mullally     | Karen Walker                 | Will és Grace                       | Will & Grace          |                  |
| Jennifer Aniston     | Rachel Green       | Jóbarátok                    | Friends                             |                       |                  |
| Kim Cattrall         | Samantha Jones     | Szex és New York             | Sex and the City                    |                       |                  |
| Patricia Heaton      | Debra Barone       | Szeretünk Raymond            | Everybody Loves Raymond             |                       |                  |
| Jane Kaczmarek       | Lois               | Már megint Malcolm           | Malcolm in the Middle               |                       |                  |
| 2003 10. gála        |                    |                              |                                     |                       |                  |
|                      | Megan Mullally     | Karen Walker                 | Will és Grace                       | Will & Grace          |                  |
| Patricia Heaton      | Debra Barone       | Szeretünk Raymond            | Everybody Loves Raymond             |                       |                  |
| Patricia Heaton      | Debra Barone       | Szeretünk Raymond            | Everybody Loves Raymond             |                       |                  |
| Lisa Kudrow          | Phoebe Buffay      | Jóbarátok                    | Friends                             |                       |                  |
| Debra Messing        | Grace Adler        | Will és Grace                | Will & Grace                        |                       |                  |
| 2004 11. gála        |                    |                              |                                     |                       |                  |
|                      | Teri Hatcher       | Susan Mayer                  | Született feleségek                 | Desperate Housewives  |                  |
| Patricia Heaton      | Debra Barone       | Szeretünk Raymond            | Everybody Loves Raymond             |                       |                  |
| Doris Roberts        | Marie Barone       | Szeretünk Raymond            | Everybody Loves Raymond             |                       |                  |
| Megan Mullally       | Karen Walker       | Will és Grace                | Will & Grace                        |                       |                  |
| Sarah Jessica Parker | Carrie Bradshaw    | Szex és New York             | Sex and the City                    |                       |                  |
| 2005 12. gála        |                    |                              |                                     |                       |                  |
|                      | Felicity Huffman   | Lynette Scavo                | Született feleségek                 | Desperate Housewives  |                  |
| Candice Bergen       | Shirley Schmidt    | Boston Legal – Jogi játszmák | Boston Legal                        |                       |                  |
| Patricia Heaton      | Debra Barone       | Szeretünk Raymond            | Everybody Loves Raymond             |                       |                  |
| Megan Mullally       | Karen Walker       | Will és Grace                | Will & Grace                        |                       |                  |
| Mary-Louise Parker   | Nancy Botwin       | Nancy ül a fűben             | Weeds                               |                       |                  |
| 2006 13. gála        |                    |                              |                                     |                       |                  |
|                      | America Ferrera    | Betty Suarez                 | Ki ez a lány?                       | Ugly Betty            |                  |
| Felicity Huffman     | Lynette Scavo      | Született feleségek          | Desperate Housewives                |                       |                  |
| Julia Louis-Dreyfus  | Christine Campbell | Christine kalandjai          | The New Adventures of Old Christine |                       |                  |
| Megan Mullally       | Karen Walker       | Will és Grace                | Will & Grace                        |                       |                  |
| Mary-Louise Parker   | Nancy Botwin       | Nancy ül a fűben             | Weeds                               |                       |                  |
| Jaime Pressly        | Joy Turner         | A nevem Earl                 | My Name Is Earl                     |                       |                  |
| 2007 14. gála        |                    |                              |                                     |                       |                  |
|                      | Tina Fey           | Liz Lemon                    | A stúdió                            | 30 Rock               |                  |
| Christina Applegate  | Samantha Newly     | Nem ér a nevem               | Samantha Who?                       |                       |                  |
| America Ferrera      | Betty Suarez       | Ki ez a lány?                | Ugly Betty                          |                       |                  |
| Vanessa Williams     | Wilhelmina Slater  | Ki ez a lány?                | Ugly Betty                          |                       |                  |
| Mary-Louise Parker   | Nancy Botwin       | Nancy ül a fűben             | Weeds                               |                       |                  |
| 2008 15. gála        |                    |                              |                                     |                       |                  |
|                      | Tina Fey           | Liz Lemon                    | A stúdió                            | 30 Rock               |                  |
| Christina Applegate  | Samantha Newly     | Nem ér a nevem               | Samantha Who?                       |                       |                  |
| America Ferrera      | Betty Suarez       | Ki ez a lány?                | Ugly Betty                          |                       |                  |
| Mary-Louise Parker   | Nancy Botwin       | Nancy ül a fűben             | Weeds                               |                       |                  |
| Tracey Ullman        | több szereplő      |                              | Tracey Ullman's State of the Union  |                       |                  |
| 2009 16. gála        |                    |                              |                                     |                       |                  |
|                      | Tina Fey           | Liz Lemon                    | A stúdió                            | 30 Rock               |                  |
| Christina Applegate  | Samantha Newly     | Nem ér a nevem               | Samantha Who?                       |                       |                  |
| Toni Collette        | Tara Gregson       | Tara alteregói               | The United States of Tara           |                       |                  |
| Edie Falco           | Jackie Peyton      | Jackie nővér                 | Nurse Jackie                        |                       |                  |
| Julia Louis-Dreyfus  | Christine Campbell | Christine kalandjai          | The New Adventures of Old Christine |                       |                  |

### 2010-es évek
| Év                  | Színész                     | Színész                        | Szerep                    | Magyar cím                | Eredeti cím      |
| 2010 17. gála       |                             |                                |                           |                           |                  |
| ------------------- | --------------------------- | ------------------------------ | ------------------------- | ------------------------- | ---------------- |
| 2010 17. gála       |                             | Betty White                    | Elka Ostrovsky            | Vérmes négyes             | Hot in Cleveland |
| 2010 17. gála       | Edie Falco                  | Jackie Peyton                  | Jackie nővér              | Nurse Jackie              |                  |
| 2010 17. gála       | Tina Fey                    | Liz Lemon                      | A stúdió                  | 30 Rock                   |                  |
| 2010 17. gála       | Jane Lynch                  | Sue Sylvester                  | Glee – Sztárok leszünk!   | Glee                      |                  |
| 2010 17. gála       | Sofía Vergara               | Gloria Delgado-Pritchett       | Modern család             | Modern Family             |                  |
| 2011 18. gála       |                             |                                |                           |                           |                  |
|                     | Betty White                 | Elka Ostrovsky                 | Vérmes négyes             | Hot in Cleveland          |                  |
| Julie Bowen         | Claire Dunphy               | Modern család                  | Modern Family             |                           |                  |
| Edie Falco          | Jackie Peyton               | Jackie nővér                   | Nurse Jackie              |                           |                  |
| Tina Fey            | Liz Lemon                   | A stúdió                       | 30 Rock                   |                           |                  |
| Sofía Vergara       | Gloria Delgado-Pritchett    | Modern család                  | Modern Family             |                           |                  |
| 2012 19. gála       |                             |                                |                           |                           |                  |
|                     | Tina Fey                    | Liz Lemon                      | A stúdió                  | 30 Rock                   |                  |
| Edie Falco          | Jackie Peyton               | Jackie nővér                   | Nurse Jackie              |                           |                  |
| Amy Poehler         | Leslie Knope                | Városfejlesztési osztály       | Parks and Recreation      |                           |                  |
| Sofía Vergara       | Gloria Delgado-Pritchett    | Modern család                  | Modern Family             |                           |                  |
| Betty White         | Elka Ostrovsky              | Vérmes négyes                  | Hot in Cleveland          |                           |                  |
| 2013 20. gála       |                             |                                |                           |                           |                  |
|                     | Julia Louis-Dreyfus         | Selina Meyer                   | Az alelnök                | Veep                      |                  |
| Mayim Bialik        | Amy Farrah Fowler           | Agymenők                       | The Big Bang Theory       |                           |                  |
| Julie Bowen         | Claire Dunphy               | Modern család                  | Modern Family             |                           |                  |
| Edie Falco          | Jackie Peyton               | Jackie nővér                   | Nurse Jackie              |                           |                  |
| Tina Fey            | Liz Lemon                   | A stúdió                       | 30 Rock                   |                           |                  |
| 2014 21. gála       |                             |                                |                           |                           |                  |
|                     | Uzo Aduba                   | Suzanne 'Crazy Eyes' Warren    | Narancs az új fekete      | Orange Is the New Black   |                  |
| Julie Bowen         | Claire Dunphy               | Modern család                  | Modern Family             |                           |                  |
| Edie Falco          | Jackie Peyton               | Jackie nővér                   | Nurse Jackie              |                           |                  |
| Julia Louis-Dreyfus | Selina Meyer                | Az alelnök                     | Veep                      |                           |                  |
| Amy Poehler         | Leslie Knope                | Városfejlesztési osztály       | Parks and Recreation      |                           |                  |
| 2015 22. gála       |                             |                                |                           |                           |                  |
|                     | Uzo Aduba                   | Suzanne 'Crazy Eyes' Warren    | Narancs az új fekete      | Orange Is the New Black   |                  |
| Edie Falco          | Jackie Peyton               | Jackie nővér                   | Nurse Jackie              |                           |                  |
| Ellie Kemper        | Kimmy Schmidt               | A megtörhetetlen Kimmy Schmidt | Unbreakable Kimmy Schmidt |                           |                  |
| Julia Louis-Dreyfus | Selina Meyer                | Az alelnök                     | Veep                      |                           |                  |
| Amy Poehler         | Leslie Knope                | Városfejlesztési osztály       | Parks and Recreation      |                           |                  |
| 2016 23. gála       |                             |                                |                           |                           |                  |
|                     | Julia Louis-Dreyfus         | Selina Meyer                   | Az alelnök                | Veep                      |                  |
| Uzo Aduba           | Suzanne 'Crazy Eyes' Warren | Narancs az új fekete           | Orange Is the New Black   |                           |                  |
| Jane Fonda          | Grace Hanson                | Grace és Frankie               | Grace and Frankie         |                           |                  |
| Lily Tomlin         | Frankie Bergstein           | Grace és Frankie               | Grace and Frankie         |                           |                  |
| Ellie Kemper        | Kimmy Schmidt               | A megtörhetetlen Kimmy Schmidt | Unbreakable Kimmy Schmidt |                           |                  |
| 2017 24. gála       |                             |                                |                           |                           |                  |
|                     | Julia Louis-Dreyfus         | Selina Meyer                   | Az alelnök                | Veep                      |                  |
| Uzo Aduba           | Suzanne 'Crazy Eyes' Warren | Narancs az új fekete           | Orange Is the New Black   |                           |                  |
| Alison Brie         | Ruth Wilder                 | GLOW                           | GLOW                      |                           |                  |
| Jane Fonda          | Grace Hanson                | Grace és Frankie               | Grace and Frankie         |                           |                  |
| Lily Tomlin         | Frankie Bergstein           | Grace és Frankie               | Grace and Frankie         |                           |                  |
| 2018 25. gála       |                             |                                |                           |                           |                  |
|                     | Rachel Brosnahan            | Miriam "Midge" Maisel          | A káprázatos Mrs. Maisel  | The Marvelous Mrs. Maisel |                  |
| Alex Borstein       | Susie Myerson               | A káprázatos Mrs. Maisel       | The Marvelous Mrs. Maisel |                           |                  |
| Alison Brie         | Ruth Wilder                 | GLOW                           | GLOW                      |                           |                  |
| Jane Fonda          | Grace Hanson                | Grace és Frankie               | Grace and Frankie         |                           |                  |
| Lily Tomlin         | Frankie Bergstein           | Grace és Frankie               | Grace and Frankie         |                           |                  |
| 2019 26. gála       |                             |                                |                           |                           |                  |
|                     | Phoebe Waller-Bridge        | Fleabag                        | Bolhafészek               | Fleabag                   |                  |
| Christina Applegate | Jen Harding                 | Halott vagy                    | Dead to Me                |                           |                  |
| Alex Borstein       | Susie Myerson               | A káprázatos Mrs. Maisel       | The Marvelous Mrs. Maisel |                           |                  |
| Rachel Brosnahan    | Miriam "Midge" Maisel       | A káprázatos Mrs. Maisel       | The Marvelous Mrs. Maisel |                           |                  |
| Catherine O’Hara    | Moira Rose                  |                                | Schitt’s Creek            |                           |                  |

### 2020-es évek
| Év                  | Színész                 | Színész                   | Szerep                    | Magyar cím           | Eredeti cím    |
| 2020 27. gála       |                         |                           |                           |                      |                |
| ------------------- | ----------------------- | ------------------------- | ------------------------- | -------------------- | -------------- |
| 2020 27. gála       |                         | Catherine O’Hara          | Moira Rose                |                      | Schitt’s Creek |
| 2020 27. gála       | Christina Applegate     | Jen Harding               | Halott vagy               | Dead to Me           |                |
| 2020 27. gála       | Linda Cardinelli        | Judy Hale                 | Halott vagy               | Dead to Me           |                |
| 2020 27. gála       | Kaley Cuoco             | Cassie Bowden             | A légikísérő              | The Flight Attendant |                |
| 2020 27. gála       | Annie Murphy            | Alexis Rose               |                           | Schitt's Creek       |                |
| 2021 28. gála       |                         |                           |                           |                      |                |
|                     | Jean Smart              | Deborah Vance             | Hacks – A pénz beszél     | Hacks                |                |
| Elle Fanning        | II. Katalin orosz cárnő | Nagy Katalin – A kezdetek | The Great                 |                      |                |
| Sandra Oh           | Ji-Yoon Kim             | A tanszékvezető           | The Chair                 |                      |                |
| Juno Temple         | Ted Lasso               | Ted Lasso                 | Keeley Jones              |                      |                |
| Hannah Waddingham   | Ted Lasso               | Ted Lasso                 | Rebecca Welton            |                      |                |
| 2022 29. gála       |                         |                           |                           |                      |                |
|                     | Jean Smart              | Deborah Vance             | Hacks – A pénz beszél     | Hacks                |                |
| Christina Applegate | Jen Harding             | Halott vagy               | Dead to Me                |                      |                |
| Rachel Brosnahan    | Miriam "Midge" Maisel   | A káprázatos Mrs. Maisel  | The Marvelous Mrs. Maisel |                      |                |
| Quinta Brunson      | Janine Teagues          | Abbott Általános Iskola   | Abbott Elementary         |                      |                |
| Jenna Ortega        | Wednesday Addams        | Wednesday                 | Wednesday                 |                      |                |
| 2023 30. gála       |                         |                           |                           |                      |                |
|                     | Ayo Edebiri             | Sydney Adamu              | A mackó                   | The Bear             |                |
| Alex Borstein       | Susie Myerson           | A káprázatos Mrs. Maisel  | The Marvelous Mrs. Maisel |                      |                |
| Rachel Brosnahan    | Miriam "Midge" Maisel   | A káprázatos Mrs. Maisel  | The Marvelous Mrs. Maisel |                      |                |
| Quinta Brunson      | Janine Teagues          | Abbott Általános Iskola   | Abbott Elementary         |                      |                |
| Hannah Waddingham   | Rebecca Welton          | Ted Lasso                 | Ted Lasso                 |                      |                |
| 2024 31. gála       |                         |                           |                           |                      |                |
|                     | Jean Smart              | Deborah Vance             | Hacks – A pénz beszél     | Hacks                |                |
| Ayo Edebiri         | Sydney Adamu            | A mackó                   | The Bear                  |                      |                |
| Kristen Bell        | Joanne                  | Bármit, csak ezt ne       | Nobody Wants This         |                      |                |
| Quinta Brunson      | Janine Teagues          | Abbott Általános Iskola   | Abbott Elementary         |                      |                |
| Liza Colón-Zayas    | Tina Marrero            | A mackó                   | The Bear                  |                      |                |

## Rekordok

### Többszörös győzelmek

#### két győzelem
- Uzo Aduba
- Betty White

#### három győzelem
- Megan Mullally
- Jean Smart

#### négy győzelem
- Tina Fey

#### öt győzelem
- Julia Louis-Dreyfus

### Többszörös jelölések
| - Jennifer Aniston - Christine Baranski - Alison Brie - Kim Cattrall - Ayo Edebiri - Felicity Huffman - Jane Kaczmarek - Ellie Kemper - Debra Messing - Catherine O’Hara - Doris Roberts - Jean Smart - Hannah Waddingham - Candice Bergen - Alex Borstein - Julie Bowen - Quinta Brunson - Ellen DeGeneres - America Ferrera - Jane Fonda - Amy Poehler - Lily Tomlin - Tracey Ullman - Sofía Vergara - Betty White | - Uzo Aduba - Rachel Brosnahan - Calista Flockhart - Helen Hunt - Lisa Kudrow - Mary-Louise Parker - Sarah Jessica Parker - Patricia Heaton - Christina Applegate - Edie Falco - Tina Fey - Megan Mullally - Julia Louis-Dreyfus |

## Fordítás
- Ez a szócikk részben vagy egészben  a   Screen Actors Guild Award for Outstanding Performance by a Female Actor in a Comedy Series című angol Wikipédia-szócikk fordításán alapul.  Az eredeti cikk szerkesztőit annak laptörténete sorolja fel. Ez a jelzés csupán a megfogalmazás eredetét és a szerzői jogokat jelzi, nem szolgál a cikkben szereplő információk forrásmegjelöléseként.